# VK Fest
VK Fest — музыкально-развлекательный фестиваль под открытым небом, организованный социальной сетью «Вконтакте» и «Радио Рекорд» в 2015 году. Он традиционно проходит в выходные дни июля в «Парке имени 300-летия Санкт-Петербурга» в Санкт-Петербурге. Также фестиваль с 2025 года ежегодно проходит в таких городах, как Москва, Казань и Сочи.

## История
По словам директора по маркетингу «ВКонтакте» Александра Круглова, «идея VK Fest заключалась в том, чтобы на один летний уик-энд перенести социальную сеть в реальность, взяв из неё всё самое характерное — музыку, блогеров, паблики».
В 2016 году фестиваль, по данным организаторов, посетили 70 тысяч человек, в 2017 — 85 тысяч.
В 2017 году на трёх музыкальных сценах прошли выступления около 40 музыкантов, среди которых были «Мумий Тролль», Елена Темникова, Макс Барских, «Звери», Jah Khalib, Big Russian Boss, Светлана Лобода, Нейромонах Феофан, Макс Корж, «Би-2», Noize MC, «Каста», The Hatters, Little Big. Важной частью фестиваля являлись выступления блогеров и известных людей; в том же 2017 году среди выступающих были Сергей Дружко, Ольга Бузова, Анна Седокова, Дмитрий Гришин, Егор Бероев, Тимур Бекмамбетов, Елена Летучая, Михаил Пиотровский. Прямую трансляцию фестиваля посмотрели более полутора миллионов пользователей.
В 2018 году мероприятие состоялось 28 и 29 июля, и впервые территория фестиваля была разделена на зоны по увлечениям.
20 и 21 июля 2019 года стали самыми масштабными за историю фестиваля: его посетили 95 тысяч человек. Прямые трансляции с фестиваля посмотрели более 6 млн зрителей.
15—21 мая 2020 года из-за пандемии COVID-19 VK Fest проходил в новом формате — он стал первым в России семидневным онлайн-фестивалем. Онлайн-мероприятие посмотрел 41 млн человек.
В 2021 году из-за продолжающейся пандемии фестиваль в офлайн-формате вновь не состоялся и был перенесён на следующий год.
В 2022 году фестиваль впервые прошёл одновременно в трёх городах — Санкт-Петербурге, Сочи и в Москве.
В 2023 году VK Fest в разные дни прошёл в пяти городах: 17 июня — во Владивостоке, 24 июня — в Новосибирске, 1 и 2 июля — в Санкт-Петербурге, 8 июля — в Сочи, 15 и 16 июля — в Москве.
В 2024 году VK Fest также прошёл в пяти городах: 1 июня — в Уфе, 8 июня — в Красноярске, 15 июня — в Сочи, 29 и 30 июня — в Санкт-Петербурге, 13 и 14 июля — в Москве.  
В 2025 году VK Fest аналогично предыдущим прошёл с 14 июня по 20 июля. Фестиваль объединил: 14 июня — Челябинск, 21 июня — Сириус, 29 июня — Казань, 5-6 июля — Санкт-Петербург и 19-20 июля — Москву.